# Damen i den röda klänningen
Damen i den röda klänningen är en samling noveller skrivna av Agatha Christie och som gavs ut på svenska 1980. Novellerna fanns med i samlingarna Miss Marples mysterier (som dock inte gavs ut på svenska förrän 1990) och Thirteen for Luck som Christie sammanställde 1966 för en yngre publik och flera av novellerna hade förekommit i tidigare novellsamlingar. Huvudpersonerna är Christies deckare miss Marple och Tommy och Tuppence.

## Innehåll
| Engelsk originaltitel     | Svensk översättning         | Del av novellsamling         |
| ------------------------- | --------------------------- | ---------------------------- |
| The Bloodstained Pavement | Damen i den röda klänningen | Miss Marples mysterier       |
| The Regatta Mystery       | Regattamysteriet            | Gul iris och andra mysterier |
| The Unbreakable Alibi     | Det svårspräckta alibit     | Par i brott                  |
| The Accident              | Olyckshändelse              | The Listerdale Mystery       |
| Motive v. Oppurtunity     | Motiv kontra tillfälle      | Miss Marples mysterier       |
| The Companion             | Sällskapsdamen              | Miss Marples mysterier       |

## Handlingar

### Damen i den röda klänningen
Joyce Lemprières berättelse utspelar sig i Cornwall, i den pittoreska byn Rathole. En morgon målade hon en bild av Polharwith Arms när två bilar stannade inom ett par minuter från varandra. Den första innehöll ett par och den andra en scharlakansrödklädd kvinna. Mannen i paret, "Denis", kände igen den ensamma kvinnan som "Carol", en gammal vän, och presenterade henne för sin något enkla fru "Margery". Medan Joyce arbetade på sin duk råkade hon höra de tre personernas samtal och Denis förslag om att hyra en roddbåt för att ta dem runt kusten till en lokal grotta. Carol som ogillade båtar gick med på att istället gå till platsen och träffa paret där. Den eftermiddagen hade Joyce återvänt till sin duk framför puben, fått syn på två baddräkter som torkade i solen från pubens balkong och antog att de tre personerna hade återvänt. En man engagerade henne i något oönskat samtal och distraherade henne från hennes arbete. Innan hon insåg vad hon hade gjort verkade hon ha målat in blodfläckar på trottoaren framför puben och blev förvånad över att upptäcka att hon hade fångat verkligheten – det verkade finnas blodfläckar på trottoaren som inte fanns där en kort tid tidigare. Innan hon hann göra något kom Denis ut från puben och frågade Joyce och mannen om de hade sett Carol återvända. De tre hade träffats vid grottan som överenskommet och Carol hade förmodligen gått tillbaka till Rathole men inte kommit fram, även om hennes bil fortfarande var där. Denis och Margery körde iväg och Joyce inspekterade trottoaren – bara för att upptäcka att blodfläckarna var borta. Två dagar senare läste hon i tidningen att Margery hade försvunnit när hon badade i havet, och en vecka senare hittades hennes kropp uppspolad med ett slag mot huvudet, som ska ha orsakats när hon dök i vattnet på några stenar.
Männen i Tisdagsklubben tycker att det finns väldigt lite i berättelsen att gå på, men Miss Marple påpekar att de inte uppskattar poängen med kläder som hon och Joyce gör. Blodfläckarna fanns på trottoaren och droppade från en av baddräkterna, som var scharlakansröd till färgen. Det insåg inte brottslingarna när de hängde upp dem på tork. Joyce bekräftar sin poäng och avslutar berättelsen: ett år senare på en semesterort på östkusten såg hon samma upplägg igen med Denis, Carol och en annan kvinna, förmodligen Denis nya fru. Även om hon inte visste exakt vad som hände, gick Joyce till polisstationen och rapporterade misstänkt aktivitet. En inspektör från Scotland Yard var redan där för att undersöka Denis som under flera namn hade gift sig med kvinnor, försäkrat deras liv för stora summor och sedan dödat dem i en konspiration med Carol – hans riktiga fru. Kvinnan som Joyce såg i Rathole vid den tiden där blodfläckarna fanns på trottoaren var inte Margery utan Carol i förklädnad. När de dödade den riktiga Margery under resan till grottan måste blod ha hamnat på den scharlakansröda baddräkten.

### Det svårspräckta alibit
Tommy och Tuppences senaste klient är en personlig, rik, men något tjock ung man vid namn mr Montgomery Jones. Han har träffat en australiensisk kvinna vid namn Una Drake som han har blivit våldsamt förälskad i. På tal om deras gemensamma kärlek till detektivhistorier har hon slagit vad med honom om att han inte kan bryta ett alibi som hon har satt upp för sig själv. Hon har gått med på att om han vinner kan han be henne om vad han vill, och det är hans avsikt att be henne om hennes hand i äktenskap. Montgomery Jones vet mycket väl att han inte är känd för sin intelligens och ber Beresfords att ta sig an uppgiften åt honom.
Alibiet är att miss Drake föregående tisdag åt middag på en restaurang i Soho, såg en föreställning i West End och sedan åt middag med en mr le Marchant på Savoy Hotel. Samtidigt övernattade hon på Castle Hotel i Torquay och återvände till London nästa morgon. Beväpnad med ett fotografi av miss Drake och kännedom om kommissarie Frenchs metoder, intervjuar Tommy och Tuppence mr le Marchant, som bekräftar att han var tillsammans med den unga damen under en del av den aktuella kvällen. Han uppger att miss Drake fällde en konstig kommentar om att hon var i Devonshire samtidigt, vilket han anser vara konstigt eftersom en vän till honom var på Castle Hotel och verkligen trodde att han såg henne där. De två undersöker restaurangen i Soho (där man inte kan identifiera den unga kvinnan). De reser till Torquay där de hittar gott om bevis för att miss Drake var på hotellet hela natten och att hon reste till resorten när hon var i London. Tillbaka i London förhör de till slut några personer som såg Una på Savoy, och även hennes rumskamrat och städerska, som båda intygar att hon tillbringade natten i sin egen säng.
Familjen Beresford arbetar hela kvällen med att lösa problemet, men erkänner att de har svårt att lösa problemet. Tuppence sover på problemet och nästa morgon vaknar hon av en blixt av inspiration och skickar iväg ett telegram för att testa sin idé. Senare samma dag återvänder hon till deras kontor med lösningen – Una har en tvillingsyster som, enligt telegrammet till Australien, anlände till England dagen före händelserna i fråga. De roliga systrarna tyckte att det skulle vara ett roligt skämt att lura Montgomery Jones med.

### Olyckshändelse
I en engelsk by berättar f.d. inspektör Evans, som tidigare arbetat för kriminalpolisen, för sin vän kapten Haydock (f.d. Royal Navy), att han har känt igen en lokal kvinna, mrs Merrowdene, som en mrs Anthony, en ökänd kvinna som nio år tidigare anklagats och ställts inför rätta för mordet på sin man genom arsenikförgiftning. Hon hävdade att hennes man var en arsenikätare och att han tog för mycket. Juryn frikände henne genom att hellre fria än fälla henne. De senaste sex åren har hon varit hustru till en lokal äldre professor. Efter att ha känt igen henne har Evans gjort ytterligare efterforskningar och fått reda på att mrs Merrowdenes styvfar dog när han föll från en klippstig när han promenerade med henne en dag. Vid den tiden hade styvfadern motsatt sig flickans (hon var arton år vid tidpunkten för denna händelse) förhållande med en ung man. Evans är övertygad om att detta tidigare dödsfall inte var en olyckshändelse och att Merrowdene är skyldig till flera mord.
Strax därefter, när Evans promenerar i byn, träffar han och pratar med professor Merrowdene och får reda på att han just har tecknat en stor livförsäkring som kommer att betalas ut till hans fru om han skulle dö. Evans är mer övertygad än någonsin om att mrs Merrowdene planerar ett tredje mord. Han beger sig till byns fest där en spåkvinna förutser att han blir inblandad i en fråga om "liv och död". Han träffar mrs Merrowdene på festen och kallar henne medvetet mrs Anthony i ett försök att provocera fram en reaktion, men damen förblir lugn. Hon bjuder hem Evans på te med henne och hennes man. Väl där berättar hon för honom att de dricker kinesiskt te i skålar och tillrättavisar sedan sin man för att han använder skålarna för sitt kemiska laboratoriearbete, eftersom det lämnar rester. Evans ser att hon är på väg att förgifta sin man framför ögonen på honom och använda honom som vittne. När Merrowdene lämnar rummet insisterar Evans på att damen ska dricka ur skålen som hon förberett åt sin man. Hon tvekar och häller sedan innehållet i en kruka. Evans är övertygad om att han har förhindrat mordet och varnar mrs Merrowdene att hon inte får fortsätta med sina "aktiviteter". Han dricker sedan upp sin skål, sätter i halsen och dör på fläcken. Efter att ha förklarat sina misstankar mot kvinnan var det Evans själv och inte hennes make som var mrs Merrowdenes offer.
Det nämns mot slutet av berättelsen att Evans var den tredje mannen som hade hotat att avslöja mrs Merrowdene och skilja henne från den man hon älskade; Det betyder att professor Merrowdene är den man hon älskade när hon var 18 år och att de tre männen var: hennes styvfar, mr Anthony (som hon förmodligen inte ville gifta sig med) och Evans. Hon ringer sedan sin man och berättar för honom att det har skett en fruktansvärd olycka, för att förmodligen få skulden för sin mans slarv med att använda skålarna för sitt kemiska laboratoriearbete, som hon tidigare nämnt för sin älskade make.

### Motiv kontra tillfälle
Petherick berättar sin historia, som har en juridisk bakgrund. En av hans klienter, som han kallar "Simon Clode", var en förmögen man som hade en son som dödades i första världskriget och efterlämnade ett föräldralöst barnbarn som i sin tur dog när hon var barn och lämnade den gamle mannen berövad och bedrövad. En bror till honom hade också nyligen dött och hans tre barn, Grace, Mary och George – alla vuxna vid tiden för berättelsen – kom att bo hos Simon. Hans testamente gav hans kvarlåtenskap till dessa tre i lika delar. Grace gifte sig men bodde i närheten med sin man Philip. George fick arbete på en bank, medan Mary stannade kvar för att ta hand om Simon. Den gamle mannen längtade fortfarande efter sitt barnbarn och fann sig själv under inflytande av den amerikanska spiritualisten fru Eurydice Spragg och hennes man Absalom. Fru Spragg genomförde många seanser, där "Simon Clode" "kontaktade" sitt barnbarn, och Spraggs bodde praktiskt taget i huset.
Skrämd av detta besökte Petherick sin klient och föreslog sedan för Graces make Philip att en känd professor i ämnet spiritism skulle inbjudas till huset för att bevittna seanserna. Detta hände med resultatet att professorn påstod att Spraggs var bedragare. När "Simon Clode" hörde detta, kastade han ut Philip ur huset i vredesmod. Den gamle mannen blev då sjuk och var nära döden. Han instruerade Petherick att följa med honom för att upprätta ett nytt testamente och lämna femtusen pund till var och en av sina syskonbarn och större delen till familjen Spragg. Medan den gamle mannen låg i sin säng försökte Petherick avråda Clode från villkoren i det nya testamentet, men förgäves. Två tjänare tillkallades och instruerades att hämta en penna och bevittna det nya testamentet, som Clode själv skrev ut och gav till Petherick för förvaring.
Efter att denna del av affären var avslutad, gick Petherick ner för att dricka te och för att hjälpa George Clode med några saker som hade med godset att göra. Under denna period lämnade Petherick sin överrock där endast fru Spragg kunde ha fått tillgång till kuvertet med testamentet i. Petherick tog med den till sitt kontor där han snart fick besök av herr Spragg, som lämnades ensam med testamentet en stund. Två månader senare dog Clode. När testamentet öppnades var arket blankt. Pethericks problem var att fru Spragg hade möjlighet att ändra testamentet, men testamentet var redan till hennes fördel, så hon hade möjligheten men inget motiv. George hade motivet men ingen möjlighet, för när han hade tillgång till testamentet var Mr Petherick närvarande.
Miss Marple gissar återigen på lösningen – pennan som användes för att skriva testamentet innehöll en lösning av stärkelse i vatten med några droppar jod i (dvs. osynligt bläck). Petherick bekräftar att Philip erkände detta i ett avvaktande samtal som de hade haft en månad senare. Tjänstefolket fick veta vilken penna de skulle hämta åt Simon Clode om det såg ut som om han skulle skriva under en juridisk blankett, och de lydde. De tre barnen fick sitt rättmätiga arv.

### Sällskapsdamen
Dr Lloyd blir ombedd att berätta sin historia och den börjar i Las Palmas på ön Gran Canaria. Doktorn bodde där för sin hälsas skull och en natt fick han på stadens förnämsta hotell syn på två medelålders damer, den ene något knubbig, den andre något tanig, som han vid en genomläsning av hotellregistret fick reda på hette miss Mary Barton och miss Amy Durrant och som var turister från England. Redan nästa dag reste doktor Lloyd till andra sidan ön med vänner för en picknick och när de kom fram till Las Nieves-bukten råkade gruppen ut för en tragedi: Miss Durrant hade simmat och hamnat i trubbel och miss Barton simmade ut för att hjälpa henne, men till ingen nytta. Den andra kvinnan drunknade. Som en del av den efterföljande utredningen avslöjade miss Barton att miss Durrant var hennes följeslagare i ungefär fem månader. Dr Lloyd var förbryllad över påståendet från ett av vittnena som svor på att hon såg miss Barton hålla miss Durants huvud under vattnet och inte hjälpa henne, men påståendet avfärdades eftersom inget av de andra vittnena stödde berättelsen. Dr Lloyd hjälpte miss Barton att försöka spåra de närmast anhöriga, men utan framgång, och han hjälpte också till att arrangera begravningen, som ägde rum på ön. Innan hon lämnade Gran Canaria tio dagar senare ställde miss Barton flera märkliga frågor till dr Lloyd om det berättigade i att ta lagen i egna händer. Miss Marple är intresserad av att veta om miss Barton plötsligt gick upp i vikt under denna period och läkaren bekräftar att hon hade gjort det.
En tid senare läste dr Lloyd i tidningarna att miss Barton drunknat i Cornwall, men kroppen hittades aldrig. Hon lämnade ett självmordsbrev där hon tycktes erkänna något brott, och förhörsledaren slog fast att hon var tillfälligt sinnessjuk. Miss Marple, som jämför historien med den om en lokal bedragare vid namn Mrs Trout, som gjorde anspråk på flera döda människors ålderspensioner, säger att "Miss Barton" var en smart brottsling som dränkte den andra kvinnan och sedan antog hennes identitet – hon bar helt enkelt den andra personens kläder och det var anledningen till att hon såg fet ut. Det verkligt betydelsefulla faktum var att kroppen i Cornwall aldrig hittades – detta var ytterligare en del av bedrägeriet. Dr Lloyd bekräftar att han träffade damen igen av en slump i Melbourne, Australien. Miss Barton var i själva verket miss Durrant. Två turister skulle inte ha varit kända för någon och ingen visste vem som var arbetsgivare och vem som var följeslagare på Gran Canaria. De två kvinnorna var kusiner. Miss Durrant var äldst av nio barn som befann sig i en desperat situation och några led av dålig hälsa. De skrev till sin släkting i England för att få hjälp, men hon vägrade på grund av ett familjegräl flera år tidigare. Durrant reste till England under detta antagna namn och fick anställning hos miss Barton, som hon sedan dödade och vars skepnad hon antog på Gran Canaria. Hon och hennes syskon fejkade sin död i Cornwall och ärvde hennes pengar som närmast anhöriga. Dr Lloyd träffade familjen Durrant och insåg vilken skada han skulle åsamka dem genom att anmäla deras äldre syster till polisen för ett brott som han hade få bevis för. Sex månader senare dog miss Durrant.